# منتخب بابوا الغربية لكرة القدم
منتخب بابوا الغربية لكرة القدم هو منتخب يمثل منطقة غرب جزيرة غينيا الجديدة في الجانب الإندونيسي منها، هذا المنتخب هو عضو في مجلس الاتحاد الجديد وينافس في بطولات كأس العالم للأقاليم.